# ピコ☆ラジ
ピコ☆ラジは、2011年5月4日から2013年3月27日までFM愛知で放送されていたラジオ番組である。

## 概要
パーソナリティは歌い手のピコ。
基本的には録音放送だが、月に一度、生放送することがある。

## 放送期間と放送時間
- 放送期間は2011年5月4日 - 2013年3月27日、全100回放送[1]。
- 放送時間は、毎週水曜21:00 - 21:30の30分間。

## コーナー

### ピコ〜ん!ひらめいた!
このコーナーでは、毎月の初めに番組から発表される一つのお題から連想するワードをリスナーから募集し、毎週番組中で紹介。そして、月の終わりの週にはランキング形式で発表する。